# 당화 헤모글로빈
당화 헤모글로빈(영어: glycated hemoglobin, HbA1c) 또는 당화혈색소는 장기간 동안 혈중 포도당(혈당) 농도를 알기 위해 사용하는 혈색소의 한 형태이다. 높은 혈중 포도당 상태에 혈색소가 노출되면서 형성된다.
우리 몸의 혈액에는 120일 정도의 수명을 가진 적혈구가 존재하며, 적혈구 안에 있는 혈색소가 포도당과 결합하면서 당화혈색소를 형성한다. 당뇨환자에서 혈당이 잘 조절되지 않을 경우 당화혈색소의 수치가 증가하게 된다. 당화가 일어난 적혈구는 수명이 조금 짧아지기 때문에 당화혈색소 수치는 약 3개월간의 혈중 혈당 농도를 반영한다.
당화혈색소의 정상수치는 4%-5.9%다. 학회마다 차이는 있으나 최근엔 당뇨환자의 당화혈색소 조절 목표를 6.5%이하로 보고 있다. 당화혈색소 수치와 혈중 포도당 농도 평균은 다음과 같다(자료마다 약간의 차이는 있을 수 있음).
| HbA1c(%) | 평균 혈당 농도(mg/dL) |
| -------- | --------------------- |
| 4        | 65                    |
| 5        | 100                   |
| 6        | 135                   |
| 7        | 170                   |
| 8        | 205                   |
| 9        | 240                   |
| 10       | 275                   |
| 11       | 310                   |
| 12       | 345                   |

당화혈색소 수치는 당뇨 환자에서 신장병증, 망막병증 등 당뇨합병증과 관련이 있다. 당화혈색소를 1%p 줄이면 심근경색 14% 감소, 백내장 19% 감소, 미세혈관 질환 37% 감소, 말초혈관 질환 43% 감소, 당뇨로 인한 사망률이 21%p 감소한다는 발표도 있다.

## 같이 보기
- 헤모글로빈